# Lucian Blaga
Lucian Blaga (Lámkerék, 9 mei 1895 – Cluj-Napoca, 6 mei 1961) was een Roemeens filosoof, dichter en schrijver. Zijn portret wordt gebruikt op het bankbiljet van 200 lei.
Cluj-Napoca is een klein dorp in Transsylvanië; het was in de tijd van zijn geboorte deel van de dubbelmonarchie Oostenrijk-Hongarije. Blaga kreeg onderwijs in het Duits, Hongaars en Roemeens; zijn poëzie schreef hij uitsluitend in het Roemeens. Hij werd voorgedragen voor de Nobelprijs voor literatuur.

## Vertalingen
- Gedichten van licht; vertaald door Ivo Kievenaar en Yvon Vijn; 2015
- De grote oversteek; oorspronkelijk În marea trecere, vertaald door Joan Stam; 2024

- Bibsys: 90377125
- Biblioteca Nacional de España: XX858123
- Bibliothèque nationale de France: cb12026600z (data)
- Digitale Bibliotheek voor de Nederlandse Letteren: blag002
- Gemeinsame Normdatei: 118658980
- Historisch woordenboek van Zwitserland: 042923
- International Standard Name Identifier: 0000 0001 1661 7345
- Library of Congress Control Number: n50008499
- Nationale Bibliotheek van Letland: 000141229
- MusicBrainz: 9f65e949-23da-4bce-977f-05859c95034d
- Nationale Bibliotheek van Tsjechië: jn19990000830
- Nationale Bibliotheek van Israël: 987007258606205171
- Nederlandse Thesaurus van Auteursnamen: 068531591
- LIBRIS: 178700
- SNAC: w62r498v
- Système universitaire de documentation: 028428722
- Virtual International Authority File: 66481271
- WorldCat: E39PBJwHjbDX8ymw9pc4dGwwG3